# Мерцдорф
Мерцдорф (нем. Merzdorf) — община в Германии, в земле Бранденбург.
Входит в состав района Эльба-Эльстер. Подчиняется управлению Шраденланд.  Население составляет 904 человека (на 31 декабря 2010 года). Занимает площадь 12,72 км².
| Год  | Население |
| ---- | --------- |
| 2005 | 982       |
| 2010 | 912       |